# Arcybiskupstwo Australii
Arcybiskupstwo Australii – prawosławne arcybiskupstwo Patriarchatu Konstantynopolitańskiego, obejmujące terytorium Australii. Zwierzchnikiem administratury jest od 2019 r. arcybiskup Australii Makary (Griniezakis), zaś główną świątynią – katedra Zwiastowania w Sydney.

## Historia
Początki greckiego osadnictwa na kontynencie australijskim sięgają drugiej połowy XIX w. W 1898 r. zbudowano tam pierwszą świątynię grecko-prawosławną – cerkiew Świętej Trójcy w Sydney. W marcu 1924 r. patriarcha Konstantynopola Grzegorz VII erygował metropolię Australii i Nowej Zelandii. 1 września 1959 r. administratura została podniesiona do rangi arcybiskupstwa. W 1970 r. z wydzielono z niej metropolię Nowej Zelandii.
Katedra arcybiskupia mieści się w dawnym kościele anglikańskim, pozyskanym i zaadaptowanym na potrzeby liturgii prawosławnej w 1967 r.
W 2021 r. Arcybiskupstwo Australii liczyło 123 parafie i 8 monasterów.

## Zwierzchnicy
- Krzysztof (Knitis); 1924–1929
- Tymoteusz (Evangelinidis); 1931–1947
- Teofilakt (Papathanasopoulos); 1947–1958
- Ezechiel (Tsoukalas); 1959–1974
- Stylian (Harkianakis); 1975–2019
- Makary (Griniezakis); od 2019[3]